# Episodi di Adam-12 (settima stagione)
La settima e ultima stagione della serie televisiva Adam-12, composta da 24 episodi, è andata in onda negli Stati Uniti dal 24 settembre 1974 al 20 maggio 1975 sulla NBC. In Italia è stata trasmessa su Canale 5 nel 1991.
| nº | Titolo originale          | Titolo italiano                      | Prima TV USA      | Prima TV Italia |
| -- | ------------------------- | ------------------------------------ | ----------------- | --------------- |
| 1  | Camp: Part I & II         | Campo libero (prima e seconda parte) | 24 settembre 1974 | 1991            |
| 2  | Camp: Part I & II         | Campo libero (prima e seconda parte) | 1º ottobre 1974   | 1991            |
| 3  | Teamwork                  | Lavoro di squadra                    | 8 ottobre 1974    | 1991            |
| 4  | Roll Call                 | Chiamata d'aiuto                     | 22 ottobre 1974   | 1991            |
| 5  | Suspect Number One        | Sospettato numero uno                | 29 ottobre 1974   | 1991            |
| 6  | Point of View             | Punto di vista                       | 12 novembre 1974  | 1991            |
| 7  | Lady Beware               | L'attenzione                         | 19 novembre 1974  | 1991            |
| 8  | Excessive Force           | Forza eccessiva                      | 3 dicembre 1974   | 1991            |
| 9  | Alcohol                   | Alcolismo                            | 10 dicembre 1974  | 1991            |
| 10 | Credit Risk               | Rischio di credito                   | 17 dicembre 1974  | 1991            |
| 11 | Christmas                 | Buon Natale                          | 24 dicembre 1974  | 1991            |
| 12 | Pot Shot                  | Un colpo di pentola                  | 14 gennaio 1975   | 1991            |
| 13 | Grand Theft Auto          | Ladri di automobili                  | 21 gennaio 1975   | 1991            |
| 14 | Victim of the Crime       | Vittima del crimine                  | 28 gennaio 1975   | 1991            |
| 15 | Pressure Point            | Punto di pressione                   | 4 febbraio 1975   | 1991            |
| 16 | Ladies' Night             | Una serata tranquilla                | 18 febbraio 1975  | 1991            |
| 17 | Citizen with a Gun        | Un tipo con la pistola               | 4 marzo 1975      | 1991            |
| 18 | Follow Up                 | Azione supplementare                 | 11 marzo 1975     | 1991            |
| 19 | Suicide                   | Suicidio                             | 18 marzo 1975     | 1991            |
| 20 | Operation Action          | Operazione azione                    | 25 marzo 1975     | 1991            |
| 21 | Gus Corbin                | Gus Corbin                           | 1º aprile 1975    | 1991            |
| 22 | Dana Hall                 | Dana Hall                            | 29 aprile 1975    | 1991            |
| 23 | Something Worth Dying For | Qualcosa per cui vale la pena morire | 13 maggio 1975    | 1991            |
| 24 | Something Worth Dying For | Qualcosa per cui vale la pena morire | 20 maggio 1975    | 1991            |

## Campo libero (prima e seconda parte)
- Titolo originale: Camp: Part I & II
- Diretto da: Dennis Donnelly
- Scritto da: Arnold Somkin

### Trama
Malloy ha due strisce d'argento sulla manica in basso a sinistra. Però lui e Reed seguono molti casi tra cui un tentativo di furto con scasso con un ragazzino che si è nascosto in un armadietto. Poi Malloy è al campo con il ragazzino e gli altri ragazzi, e a causa della sua mancanza di altezza gli viene detto di dormire con i ragazzi più piccoli.

## Lavoro di squadra
- Titolo originale: Teamwork
- Diretto da: Lawrence Doheny
- Scritto da: Jerry Thomas

### Trama
Malloy e Reed sono stati assegnati ad una squadra speciale di polizia che lavorano insieme come un'unica unità, assistendo in un controllo di sicurezza di routine.

## Chiamata d'aiuto
- Titolo originale: Roll Call
- Diretto da: Norman Abbott
- Scritto da: Walter Dallenbach

### Trama
Malloy e Reed assistono ad una ricerca, mentre un centralinista fa un appello di emergenza.

## Sospettato numero uno
- Titolo originale: Suspect Number One
- Diretto da: Hollingsworth Morse
- Scritto da: Leo V. Gordon

### Trama
Un ex detenuto arrestato da Malloy, intende fare una vita in prigione come un ergastolo, ma Malloy lo porta in un centro di accoglienza. 

## Punto di vista
- Titolo originale: Point of View
- Diretto da: Christian I. Nyby II
- Scritto da: Leo V. Gordon

### Trama
Il sergente MacDonald è in crisi sia per il suo matrimonio e sia per i problemi per la radio e chiede a Malloy di sua moglie.

## L'attenzione
- Titolo originale: Lady Beware
- Diretto da: Dennis Donnelly
- Scritto da: William J. Keenan

### Trama
Malloy e Reed si alleano con il sergente Gloria Tyler per insegnare tecniche di autodifesa a un gruppo di ragazze in seguito al rilascio di uno stupratore seriale ritornato a piede libero.

## Forza eccessiva
- Titolo originale: Excessive Force
- Diretto da: Lawrence Doheny
- Scritto da: R.J. Wagar

### Trama
Malloy e Reed cercano una bambina di sei anni con un maglione rosso rapita da un pedofilo.

## Alcolismo
- Titolo originale: Alcohol
- Diretto da: Hollingsworth Morse
- Scritto da: William J. Keenan

### Trama
Malloy e Reed ricevono una chiamata per una rissa al bar, in cui un ladro a piede libero ha aggredito un ubriaco.

## Rischio di credito
- Titolo originale: Credit Risk
- Diretto da: Hollingsworth Morse
- Scritto da: Sidney Morse

### Trama
Jean è stata rifiutata per via di un credito mentre acquista una lavatrice, e suo marito Reed va all'ufficio crediti per vedere perché.

## Buon Natale
- Titolo originale: Christmas
- Diretto da: Norman Abbott
- Scritto da: James Bonnett

### Trama
Nel periodo natalizio, Malloy e Reed affrontano una serie di chiamate.

## Un colpo di pentola
- Titolo originale: Pot Shot
- Diretto da: Dennis Donnelly
- Scritto da: Carl Jamesson

### Trama
Nel suo giorno libero, Malloy si ferma in una lavanderia a gettoni per lasciare i suoi vestiti sporchi quando il proprietario si lamenta di un cliente che lega un'asciugatrice pieno di marijuana.

## Ladri di automobili
- Titolo originale: Grand Theft Auto
- Diretto da: Christian I. Nyby II
- Scritto da: Leo V. Gordon

### Trama
Malloy e Reed si trovano a dover indagare su una serie di furti d'auto che risultano etichettate come abbandonate.

## Vittima del crimine
- Titolo originale: Victim of the Crime
- Diretto da: Hollingsworth Morse
- Scritto da: Walter Dallenbach

### Trama
Reed salva un bambino in un passeggino in fuga e vuole avere dei moduli per un nuovo programma per crimini violenti.

## Pressure Point
- Titolo originale: Pressure Point
- Diretto da: Dennis Donnelly
- Scritto da: J. Rickley Dumm

### Trama
L'agente Woods ha un nuovo partner alle prime armi, Don Allen, ma commette un errore tra cui far mettere in pericolo Malloy e Reed.

## Una serata tranquilla
- Titolo originale: Ladies' Night
- Diretto da: David Nelson
- Scritto da: William J. Keenan

### Trama
Malloy e la sua ragazza Judy con Reed e sua moglie Jean concordano per un doppio appuntamento, affrontando una serie di chiamate di emergenza.

## Cittadino con la pistola
- Titolo originale: Citizens with a Gun
- Diretto da: Christian Nyby
- Scritto da: Walter Dallenbach

### Trama
Malloy e Reed sostengono gli agenti Wells e Brady in un caso domestico che coinvolge un marito con una pistola.

## Azione supplementare
- Titolo originale: Follow Up
- Diretto da: Joseph Pevney
- Scritto da: Leo V. Gordon

### Trama
Reed cerca di vendere Malloy su un peschereccio usato, ma Malloy sente qualcosa che non va.

## Suicidio
- Titolo originale: Suicide
- Diretto da: Dennis Donnelly
- Scritto da: Brian Taggert

### Trama
Malloy e Reed ricevono una chiamata di un uomo per avvertirli che sua moglie vuole suicidarsi alle 14:00.

## Operazione azione
- Titolo originale: Operation Action
- Diretto da: Dennis Donnelly
- Scritto da: David H. Vowell

### Trama
Malloy è stato rapito mentre lasciava la stazione da un trafficante di dorga insieme alla sua complice, chiedendo che il suo fidanzato venga scarcerato in cambio di Malloy.

## Gus Corbin
- Titolo originale: Gus Corbin
- Diretto da: Dennis Donnelly
- Scritto da: Leo V. Gordon

### Trama
Malloy sostituisce MacDonald nel ruolo del comandante della guardia, quindi Reed si affianca con un nuovo partner Gus Corbin, un ufficiale con nove mesi di lavoro.
- Altri interpreti: Mark Harmon (Gus Corbin)

## Dana Hall
- Titolo originale: Dana Hall
- Diretto da: Hollingsworth Morse
- Scritto da: William J. Keenan

### Trama
Malloy continua il suo incarico come comandante della guardia, quindi Reed si affianca con l'agente Dana Hall.

## Qualcosa per cui vale la pena morire (prima e seconda parte)
- Titolo originale: Something Worth Dying For: Part I & II
- Diretto da: Hollingsworth Morse
- Scritto da: David H. Vowell

### Trama
Il busto di Reed di uno spacciatore è stato allontanato dal tribunale e vede il sergente MacDonald che gli dà la possibilità di unirsi alla squadra di Vice per 30 giorni per acquisire esperienza, tanto che Reed si offre volontario. Malloy e l'agente Woods si alleano per arrestare due spacciatori, e segue una sparatoria dove rimane ferito Malloy e Reed lo salva, tanto da dover ricevere una medaglia al valore dalla polizia.